# 紐約鏡報

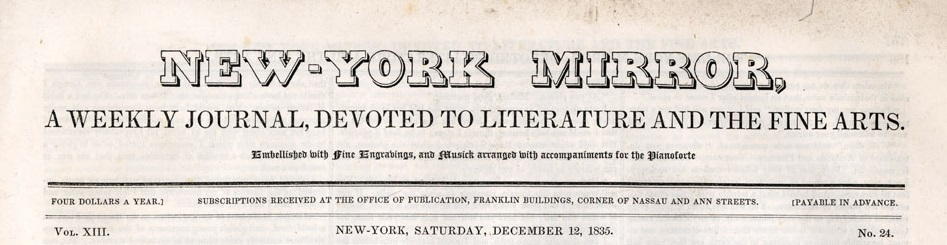
《紐約鏡報，一份致力於文學和藝術的週報》，第十三卷第24期（1835年12月12日）

《紐約鏡報》（英語：New-York Mirror）是1823年至1842年在紐約市出版的一份週報，1843年和1844年由《新鏡報》（The New Mirror）接替。其製作者隨後推出了一份名為《晚間鏡報》（The Evening Mirror）的日報，從1844年至1898年出版。

## 歷史
《鏡報》由喬治·波普·莫里斯和薩繆爾·沃德沃斯於1823年8月所創辦。該雜誌是一份週報，除了本地新聞外，還包括藝術和文學的報導。該報紙於1840年代時發行量下降，並於1842年底停刊。1843年，莫里斯與流行作家納撒尼爾·帕克·威利斯合作，對業務進行改造，他們一起將報紙重新命名為《新鏡報》，共出版18個月。之後他們於1844年建立了《晚間鏡報》。
在這三者之中，該報紙僱用了許多當時的知名文學家。1843年9月2日，《鏡報》發表了托馬斯·鄧恩·英格利什的《本·博爾特》，這本書很快就獲得廣泛的歡迎。埃德加·愛倫·坡在1845年2月之前一直為該報擔任評論員。在1845年1月29日的報紙上，《鏡報》首次以作者的名字發表了愛倫·坡的詩作《烏鴉》。在對這首詩的介紹中，威利斯稱它是「英國詩歌中無與倫比的精妙構思，巧妙的詩句，以及一致的、持續的想像力的提升……。它將留在每個讀過它的人的記憶中。」。威利斯和莫里斯於1846年離開該報社。
在威利斯之後，該報紙的編輯是海勒姆·富勒，他是愛倫·坡的著名死對頭。富勒於1846年5月和6月發表了查爾斯·弗雷德里克·布里格斯和托馬斯·鄧恩·英格利什對愛倫·坡的攻擊。《鏡報》於1846年7月23日刊出的一封信導致愛倫·坡起訴該報誹謗和詆毀其人格。最後愛倫·坡贏得訴訟，並獲得225.06美元賠償以及額外的101.42美元法庭費用。